# 노기자카는 어디?
노기자카는 어디?(乃木坂って、どこ?)는 일본의 TV 아이치에서 2011년 10월 2일부터 2015년 4월 12일까지 방송되었던 버라이어티 프로그램이다.

## 개요
- 노기자카46의 첫 지방 지상파 레귤러 방송. 노기자카46 멤버가 매회, 여러가지의 기획에 도전하여, 「가창력」, 「댄스력」, 「연기력」, 「절실함」, 「노력」 등의 관점으로부터 멤버 각각의 실력과 성격을 부각시켜 나가는 방송이다.

## 출연자
2015년 4월 13일 방송종료 시점
- MC
  - 바나나맨 (시타라 오사무, 히무라 유키)
- 노기자카46
  - 1기생 : 아키모토 마나츠, 이쿠타 에리카, 이코마 리나(AKB48 팀B), 이토 마리카, 이노우에 사유리, 에토 미사, 카와고 히나, 카와무라 마히로, 사이토 아스카, 사이토 치하루, 사이토 유리, 사쿠라이 레이카, 시라이시 마이, 타카야마 카즈미, 나가시마 세이라, 나카다 카나, 나카모토 히메카, 니시노 나나세, 노죠 아미, 하시모토 나나미, 히구치 히나, 후카가와 마이, 호시노 미나미, 마츠무라 사유리, 와다 마야
  - 2기생 : 이토 카린, 이토 쥰나, 키타노 히나코, 사가라 이오리, 사사키 코토코, 신우치 마이, 스즈키 아야네, 테라다 란제, 호리 미오나, 야마자키 레나, 와타나베 미리아
  - 교환 유학생 : 마츠이 레나(SKE48 팀S)
- 나레이션
  - 사토 켄지
  - 오오에도 요시요시 (부정기)

## 같이 보기
- 노기자카 공사중